# 山田悟六
山田 悟六（やまだ ごろく、1898年8月21日 - 1964年5月17日）は、日本の政治家。衆議院議員（1期）。

## 経歴
群馬県出身。1918年、群馬県立勢多農林学校農林科卒。采女村長、経済安定本部事務嘱託、言語文化研究所嘱託、采女剛志、大正用水各耕地整理組合長、采女農業協同組合長、伊勢崎鉄工(資)代表社員、伊勢崎重工業、伊勢鉄航空工業、日本樽材工業、山田不動産各(株)社長などを務める。
1946年の第22回衆議院議員総選挙において群馬県から日本進歩党公認で立候補して当選する。党内では遊説部副部長となった。翌1947年の第23回衆議院議員総選挙には出馬しなかった。1964年死去。